# Iglesia de San Pedro Apóstol (Sabiñán)
La iglesia de San Pedro Apóstol de Saviñán es un templo parroquial católico de la localidad zaragozana de Sabiñán que está dedicado a San Pedro que se encuentra situada entre las casas de la calle Mayor de la localidad. tiene un origen mudéjar del que sólo se conserva su torre y por necesidades de la población se erigió la actual en la segunda mitad del siglo XVII a cargo de Juan Segura. Tiene planta de cruz latina, de una sola nave, con cabecera plana y capillas entre los contrafuertes.
Los retablos son del siglo XVII. En el siglo XVIII se abrió la capilla del Rosario, debida a la familia Martínez. El retablo de la Virgen del Pilar pertenecía al Capítulo, que muestra su escudo y que se adoptó como escudo municipal. La capilla de Santa Ana se debe a la familia Muñoz de Pamplona-Funes, y es hoy museo parroquial. El retablo del Santo Cristo de la Orden de San Juan.
En esta iglesia se venera una astilla del Lignum Crucis (Cruz de Cristo).